# Flat (漫画)
『flat』（フラット）は、青桐ナツによる日本の漫画。「全国書店員が選んだおすすめコミック2010」にて1位、「全国書店員が選んだおすすめコミック2011」にて10位を獲得している。2013年6月時点で、コミックス売上は200万部。

## あらすじ
平凡な日々を過ごす超マイペースな高校生・平介は、ある日従弟の我慢強い保育園児・秋の面倒を見ることになる。周囲の物事に無頓着な平介が、秋と過ごすことによって少しずつ変化していく。

## 登場人物
平介（へいすけ）
主人公。高校2年生。超がつくマイペースで、周囲を振り回す自由人。自分の興味がないことにはまったくの無頓着で、楽しみにしていた家庭科の授業が中止になっただけで自主早退してしまったこともある。一生懸命さとは無縁で、かなりいい加減。お菓子が大好きで、食べるのはもちろん作ることも好き。
秋（あき）
平介の従弟。保育園に通っているが、年齢は特に明言されていない。忍耐強くしっかり者で、極端に口数が少なく表情も乏しい。常に人に気を遣い我慢ばかりしてしまう、子供らしくない子供。平介宅に預けられることになり、なぜか平介に懐く。
鈴木（すずき）
平介の友人。面倒見が良いため平介に頼られてばかりだが、なんだかんだ言っていつも助けている。口は悪いが、平介の理解者。末っ子。
佐藤（さとう）
平介の友人。穏やかで明るい性格だが、過去にはやんちゃだった頃もあり、大勢をボコボコにして「きょうけん」と呼ばれていたらしい。五人兄弟の3人目で、上に姉と兄、下に妹と弟（虎太郎）がいる。
虎太郎（こたろう）
佐藤の弟。秋と仲がいい。佐藤によると年齢は秋よりも「おにいちゃん」。
長谷（はせ）
平介の後輩。物静かで、「自分の世界全開」な少女。平介に恋をし、ラブレターを渡すが…。
谷村　友子（たにむら　ともこ）
長谷の友人。主に長谷へのツッコミ役にまわることがおおいが、良き理解者。余談だが、作中でフルネームが判明している数少ない人物。
海藤（かいどう）
平介の後輩。非常に真面目であることから、友人と呼べる存在が自分に身の回りにおらず、それゆえ友や愛という言葉に非常に憧れを抱く。その性格ゆえ、何に対しても無関心、無気力な平介に対しては嫌悪感を持っている。

## 社会的評価
- 全国書店員が選んだおすすめコミック2010 1位
- このマンガがすごい!2010オンナ編 9位
- 全国書店員が選んだおすすめコミック2011 10位

## 単行本
1. 2008年9月10日発売 ISBN 9784861275333
2. 2009年5月9日発売 ISBN 9784861276286
3. 2010年1月9日発売 ISBN 9784861276903
4. 2010年9月15日発売 ISBN 9784861277757
5. 2011年8月12日発売 ISBN 9784861278822
6. 2012年7月14日発売 ISBN 9784800000279
7. 2013年5月11日発売 ISBN 9784800001627
8. 2014年2月15日発売 ISBN 9784800002655